# Kauxwhi
Kauxwhi è un villaggio del Botswana situato nel distretto Nordoccidentale, sottodistretto di Ngamiland West. Il villaggio, secondo il censimento del 2011, conta 2.040 abitanti.

## Località
Nel territorio del villaggio sono presenti le seguenti 3 località:
- Garukwi,
- Gowe,
- Kapotora Lands di 193 abitanti